# Vridsløselille Fængsel
Vridsløselille Fængsel (tidligere Statsfængslet i Vridsløselille)  er et nedlagt fængsel i Albertslund.
I 2017 blev fængslet erstattet af det nye moderne Storstrøm Fængsel på Falster. 
Fra januar 2016 til januar 2018 har fængslet været brugt som institution for frihedsberøvede asylansøgere, hvorefter Kriminalforsorgen i 2019 overdrog fængslet til statens ejendomsselskab Freja Ejendomme. 
Fængslet blev benyttet til fuldbyrdelse af fængselsstraf og gennemførelse af varetægtsfængsling og havde i alt 241 pladser. Man modtog kun mænd over 23 år fra hele Sjælland, der skulle anbringes i lukket fængsel. 
Fængslet blev sat til salg i 2019 af staten via Freja Ejendomme, og det blev solgt i 2020 til pensionskassen PKA og entreprenør og byudviklingsvirksomheden A. Enggaard.

## Historie
I 1859 blev Forbedringshuset på Vridsløselille Mark taget i brug efter "Philadelphia-systemet". Det indebar isolation af fangerne døgnet rundt med det formål, at de skulle have tid og mulighed for at angre deres synder og forlige sig med Gud.
Al tid blev tilbragt i fængselscellen – både arbejds- og fritid. Hvis fangen så skulle færdes uden for cellen, skulle han bære en maske, der beskyttede ham mod at blive genkendt af de andre fanger. Denne masketvang blev opretholdt til 1924, hvorefter masken blev frivillig.
Enhver samtale og kontakt fangerne imellem var forbudt. Således blev fangerne i skolen og i kirken placeret i små båse, hvorfra de kunne se lærerne eller præsten – men ikke hinanden.
Isolationsprincippet blev bevaret et godt stykke ind i  1900-tallet.
Uden for fængslet opførtes langs Fængselsvej tjenesteboliger til de ansatte. De blev opført af de samme gule mursten som fængslet. Fængslets administration lå i mange år i toetagesbygninger nærmest fængslets hovedindgang.

## Fangeflugter
Den mest spektakulære fangeflugt fra Vridsløselille fandt sted den 27. august 1995, da en gummiged brasede ind i ringmuren om statsfængslet og lavede et 13 meter stort hul. Bag flugten stod Lars Hitchinson Hansen og nogle hjælpere, og det lykkedes i alt 13 fanger at flygte.

## Olsen-banden
Statsfængslet er blevet særdeles velkendt gennem Erik Ballings film om Olsen-banden. Således starter og slutter de fleste af filmene foran fængslets hovedindgang.
Da Ove Sprogøe døde i september 2004, begyndte man at tale om at omdøbe den daværende del af Fængselsvej mellem Roskildevej og fængslet til Egon Olsens vej. Den dag, da Ove Sprogøe ville være fyldt 85 år (21. december 2004), blev vejen foran Vridsløselille opkaldt efter Egon Olsen.
I Oslo har opkørslen til Botsfengselet fået navnet Egon Olsens allé.